# Droit kabyle
Le droit kabyle est l'ensemble du droit pratiqué spécialement par les kabyles en Algérie.

## Histoire
Le terme de qanun est d'origine gréco-latine, passé par le biais de l’arabe comme l’indique sa morphologie. Le droit kabyle était essentiellement transmis oralement avec pour source du droit, les usages et coutumes (généraux ou locaux, villageois) et le Coran qui ne régit le droit civil que dans les domaines où la coutume n'intervient pas. Des systèmes coutumiers similaires, où la coutume berbère se mêle aux règles islamiques, existent également dans les Aurès, et chez les Touaregs.
Le droit kabyle a été intensément étudié et recensé par des Français lors de la colonisation de l'Algérie, dans l'optique de comprendre la société et de donner un cadre juridique à la colonie. Le droit kabyle a même été accusé, à tort, d'être une construction coloniale. Pierre Bourdieu, notamment, a articulé une telle critique. La colonisation tente au contraire d'uniformiser le droit appliqué localement en lui substituant pour certains aspects civils, la règle de droit musulman, puis celle du code civil français. Selon Judith Scheele, cette présentation du droit kabyle est réductrice, en ne prenant pas en compte son importance continue dans la Kabylie d'aujourd'hui, et la capacité des villages à se maintenir comme édictant des règles après la période coloniale et depuis l'indépendance sous un Etat algérien centralisé et jacobin. Les notions de statut particulier de l’espace villageois kabyle sont persistantes, tout comme les propensions locales pour promulguer des lois, qu’elles soient respectées ou non. 

## Lqanun

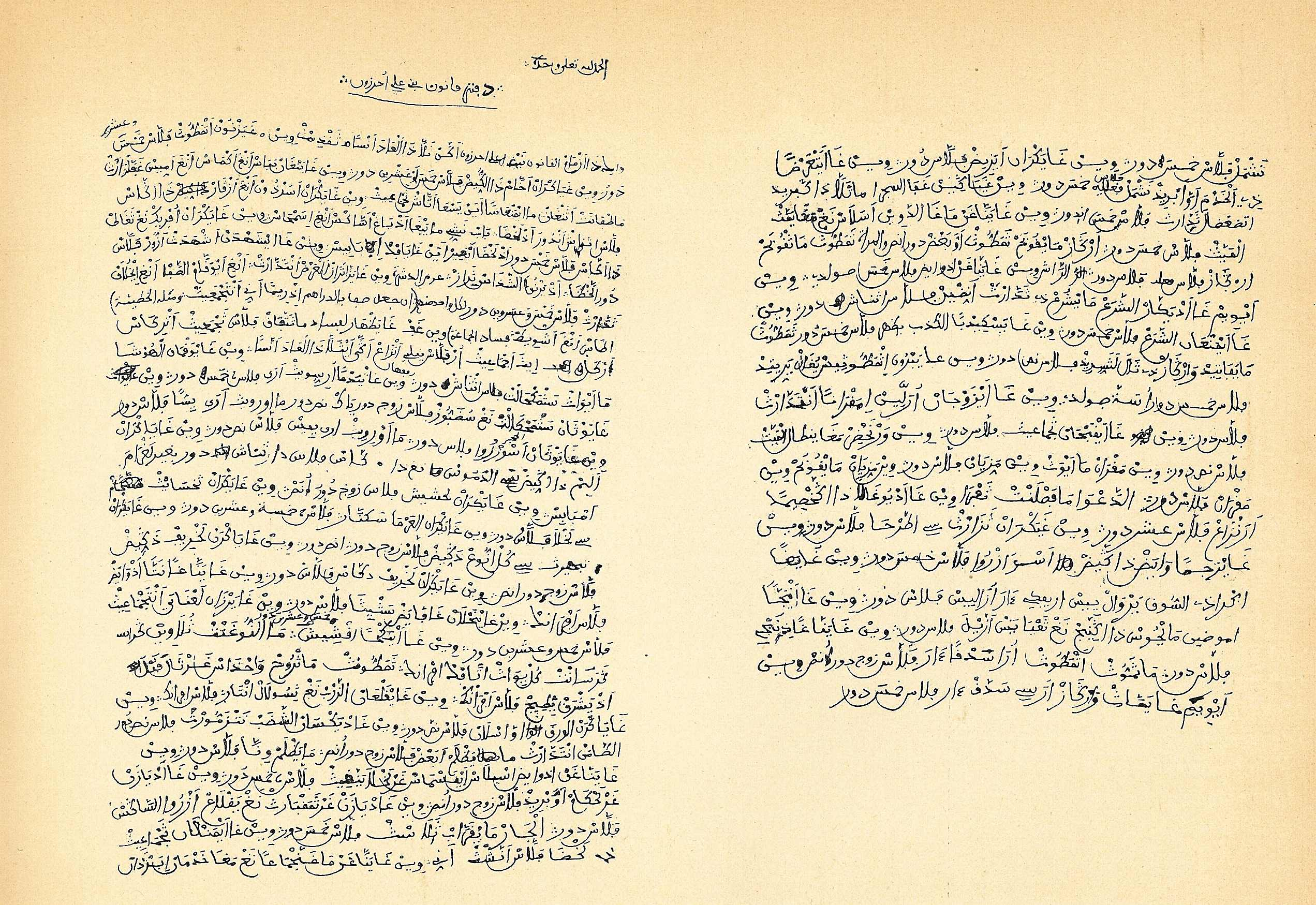
Manuscrit du qanun (droit coutumier) des Aït Ali ou Herzun, manuscrit en langue kabyle transcrit en caractères arabes (XIXe siècle).

Les qanun, en tamazight : lqanunou azref (le droit) sont des recueils de lois propres à chaque village.
Les règlements de droit coutumier en Kabylie ne se limitaient pas aux aspects pénaux, mais régissaient aussi le statut personnel, la succession, les contrats économiques, notamment ceux d’association agricole. La sanction la plus fréquente pour les infractions sociales était l’amende, appliquée pour des manquements tels que la non-propreté du village, le vol, ou les violences, à l’exception du meurtre. Les peines étaient souvent très détaillées. Les délits graves, comme les atteintes à la sacralité du village (en tamazight : lḥerma n taddart) étaient punis par des peines sévères telles que l’incendie ou la démolition de maisons, l’ostracisme ou le bannissement. 

## Tajmaât
Le Tajmâat, en tamazight : ⵜⴰⵊⵎⴰⵄⵜ (tajmaεt) est l'assemblée d'un village, ou de la tribu. Composée uniquement des hommes, c'est une structure pan-berbère existant dans d'autres aires berbérophones (Mzab, Aurès, Moyen Atlas ...) , et plus largement dans la société nord-africaine. Elle élabore les règlements (qanun) ou organise les travaux d’utilité publique et assure le règlement des litige.

### Rôle politique
Le tajmaât est composé de personnes remplissant de divers rôles, dont le président amin, l'imam dit marabout, des représentants et le héraut aberrah. Il est financé par les amendes prélevées quand un délit est commis. Un de ses rôles principaux est d'organiser les diverses fêtes annuelles du village.

### Rôle juridictionnel
Le tajmaât est aussi chargé de rendre la justice en appliquant le 'arf qui contient diverses règles de procédure et de fond.

### Pour aller plus loin
- Bibliographie et cours sur le droit berbère en général et le droit kabyle en particulier
- Sur le Maroc, voir Mustapha El Qadéry, « La justice coloniale des « berbères » et l’État national au Maroc », L’Année du Maghreb, no III,‎ 1er novembre 2007, p. 17–37 (ISSN 1952-8108, DOI 10.4000/anneemaghreb.349, lire en ligne)